# フィール・フォー・ユー
『フィール・フォー・ユー』（原題：I Feel for You）は、アメリカ合衆国の歌手チャカ・カーンが1984年に発表した、ソロ名義では5作目のスタジオ・アルバム。

## 背景
「ラヴ・イズ・アライヴ」は、ゲイリー・ライトが1976年にシングル・ヒットさせた曲のカヴァーである。「フィール・フォー・ユー」は、プリンスがアルバム『愛のペガサス』（1979年）で発表した曲のカヴァーで、プロデューサーのアリフ・マーディンの案によりメリー・メルのラップが導入されたが、カーン自身は、自分の名前が連呼されたラップを嫌い、反対したという。

## 反響
アメリカでは総合アルバム・チャートのBillboard 200で16位に達し、自身3作目の全米トップ40アルバムとなって、『ビルボード』のR&Bアルバム・チャートでは4位を記録した。1984年12月には、RIAAによりプラチナ・ディスクの認定を受けた。
スウェーデンのアルバム・チャートでは10回（20週）トップ50入りし、最高9位を記録するヒットとなった。日本では、カーンのアルバムとしては初のオリコンLPチャート入りを果たし、最高39位を記録した。

## 評価
先行シングル「フィール・フォー・ユー」は第27回グラミー賞で最優秀女性R&Bボーカル・パフォーマンス賞を受賞し、本作は第28回グラミー賞で最優秀女性R&Bボーカル・パフォーマンス賞にノミネートされた。アレックス・ヘンダーソンはオールミュージックにおいて5点満点中4.5点を付け、全体像に関して「彼女が1984年当時のアーバン・コンテンポラリー・シーンに適応していることを明らかにした」、収録曲「フィール・フォー・ユー」に関して「プリンスのオリジナル・ヴァージョンは繊細で控え目だが、カーンのヴァージョンは活気に満ち、強力なヒップホップ色が持ち込まれた」と評している。

## 収録曲
1. ディス・イズ・マイ・ナイト "This Is My Night" (David Frank, Mic Murphy) – 4:41
  - プロデュース：アリフ・マーディン
2. 愛は果てしなく "Stronger Than Before" (Burt Bacharach, Carole Bayer Sager, Bruce Roberts) – 4:21
  - プロデュース：アリフ・マーディン、ロビー・ブキャナン
3. ラヴ・イズ・アライヴ "My Love Is Alive" (Gary Wright) – 4:42
  - プロデュース：アリフ・マーディン、ジョン・ロビー
4. アイ・トゥ・アイ "Eye to Eye" (Danny Sembello, John Sembello, Michael Sembello, Don Freeman) – 4:38
  - プロデュース：ラス・タイトルマン
5. ラ・フラム "La Flamme" (Philippe Saisse, Rhoda Roberts) – 4:27
  - プロデュース：アリフ・マーディン
6. フィール・フォー・ユー "I Feel for You" (Prince) – 5:46
  - プロデュース：アリフ・マーディン
7. ホールド・ハー "Hold Her" (David "Hawk" Wolinski, James Newton Howard) – 5:16
  - プロデュース：アリフ・マーディン、ジェームズ・ニュートン・ハワード、ホーク・ウォリンスキー
8. スルー・ザ・ファイア "Through the Fire" (David Foster, Tom Keane, Cynthia Weil) – 4:46
  - プロデュース：デイヴィッド・フォスター、ハンベルト・ガティカ
9. C.I.T.A. "Caught in the Act" (Joe Mardin, Alec Milstein) – 3:47
  - プロデュース：アリフ・マーディン、ジョー・マーディン
10. チャイナタウン "Chinatown" (P. Saisse, R. Roberts, Chaka Khan) – 4:36
  - プロデュース：アリフ・マーディン

## 参加ミュージシャン
- チャカ・カーン - ボーカル、バックグラウンド・ボーカル
- メリー・メル - ラップ(on #6)
- デヴィッド・フランク - キーボード、シンセサイザー、プログラミング(on #1, #6)
- フィリップ・セス - アディショナル・シンセサイザー(on #1)、キーボード、シンセサイザー、プログラミング(on #5, #6, #10)
- ロビー・ブキャナン - キーボード、シンセサイザー(on #2, #6)
- クレイグ・シーゲル - フェアライト・プログラミング(on #2)
- ジョン・ロビー - キーボード、シンセサイザー、プログラミング(on #3)
- ダン・センベロ - キーボード、シンセサイザー(on #4)
- ドン・フリーマン - キーボード、シンセサイザー(on #4)
- ロブ・マウンジー - シンクラヴィア(on #4)
- デヴィッド・ニックターン - シンクラヴィア・プログラミング(on #4)
- ジェームズ・ニュートン・ハワード - キーボード、シンセサイザー(on #7)
- ホーク・ウォリンスキー - キーボード、シンセサイザー(on #7)
- スティーヴ・ポーカロ - キーボード、シンセサイザー(on #7)
- デイヴィッド・フォスター - キーボード、シンセサイザー(on #8)
- マーカス・ライル - プログラミング(on #8)
- キース・バーンハート - キーボード、シンセサイザー(on #9)
- ポール・ペスコ - ギター(on #1)
- ダン・ハフ - ギター(on #2)
- マイケル・センベロ - リードギター、リズムギター、バックグラウンド・ボーカル(on #4)
- トニー・メイデン - リズムギター(on #4)
- レジー・グリフィン - ギター、キーボード、シンセサイザー、プログラミング(on #6)
- スティーヴ・ルカサー - ギター(on #7)
- マイケル・ランドウ - ギター(on #8)
- ヴァディム・ジルベルシュタイン - ギター(on #9)
- ネイザン・イースト - ベース(on #2, #8)
- スティーヴ・フェローン - ドラムス(on #1, #4, #6)
- ジョン・ロビンソン - ドラムス(on #2, #7, #8)
- ジョー・マーディン - ドラムス(on #9)
- ザ・センベロ・ブラザーズ - ドラム・プログラミング(on #4)
- スティーヴィー・ワンダー - ハーモニカ(on #6)
- ミック・マーフィー - バックグラウンド・ボーカル(on #1)
- クルス・センベロ - バックグラウンド・ボーカル(on #4)
- ヘイミッシュ・スチュアート - バックグラウンド・ボーカル(on #5)
- マーク・スティーヴンス - バックグラウンド・ボーカル(on #5)
- アレック・ミルスタイン - バックグラウンド・ボーカル(on #9)